# Rhyacia minor
Rhyacia minor là một loài bướm đêm trong họ Noctuidae.